# 山川力優
山川 力優（やまかわ りきゅう、1997年5月4日 - ）は、ジャパンラグビーリーグワン東芝ブレイブルーパス東京に所属するラグビー選手。

## プロフィール
- 大阪府大阪市出身[1]。
- ポジションはプロップ(PR)。
- 身長 175 cm、体重 115 kg
- U20日本代表スコッドに選ばれたことがある[2]。

## 略歴
2016年、天理高校卒業後、天理大学に入る。なお天理高校時代、高校日本代表候補に選ばれたことがある。
2020年、天理大学卒業後、NTTドコモレッドハリケーンズ(現・レッドハリケーンズ大阪)に加入。
2021年2月21日にジャパンラグビートップリーグ第1節キヤノンイーグルス戦に先発出場で公式戦初出場を果たす。
2022年、東芝ブレイブルーパス東京に加入。